# Indigène

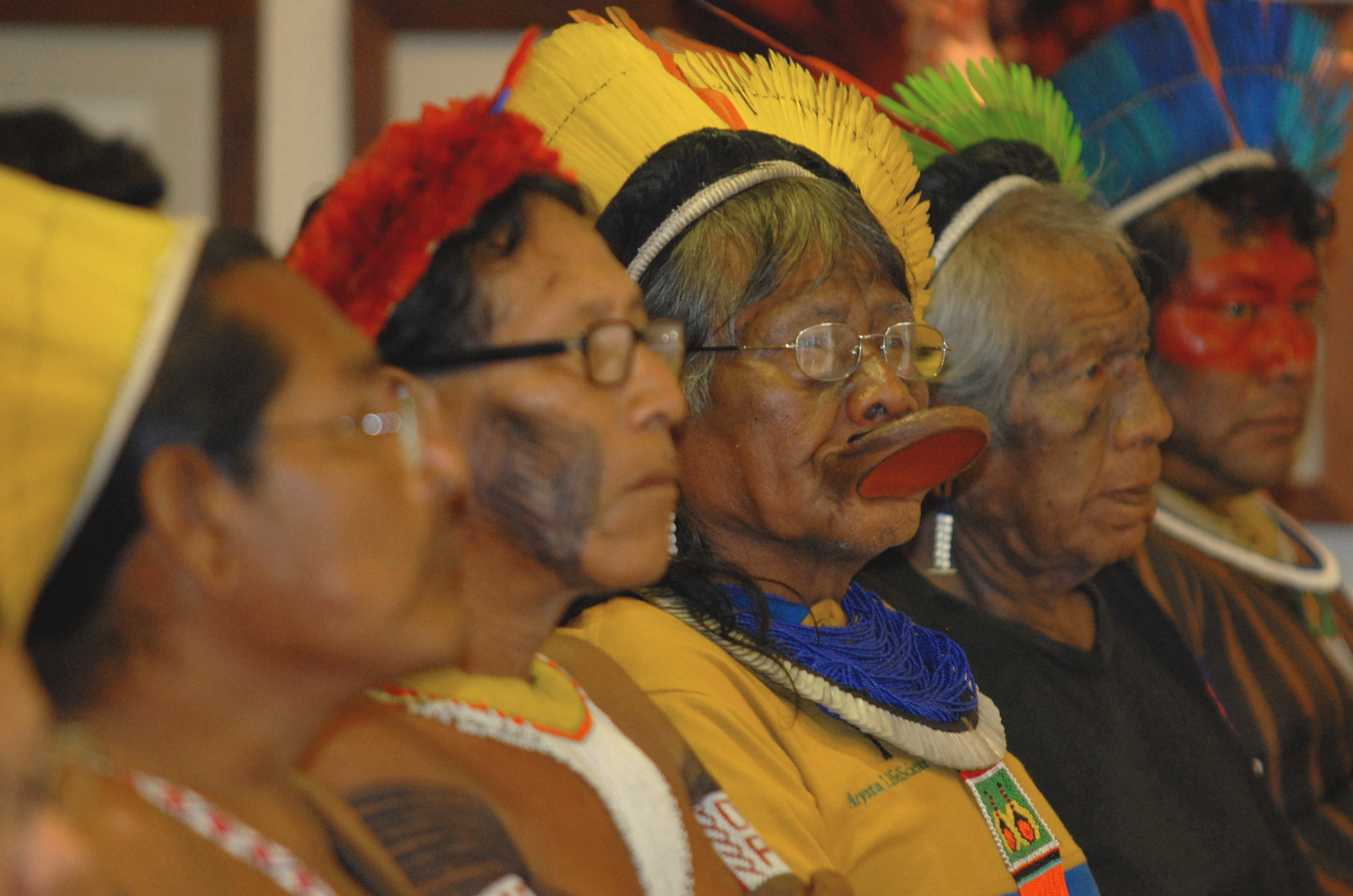
Le Chef Raoni, entouré d'autres chefs indigènes du Mato Grosso dans l'actuel Brésil.

De manière générale, indigène est un adjectif ou un substantif indiquant que des personnes, des coutumes ou des formes d'art sont nées dans le pays (région) considéré (étymologie : « originaire du pays » du latin indigena, de indu, forme renforcée archaïque de in « dans », et -gena « né de », de genere « engendrer »), ce concept s'étendant également aux espèces tant animales que végétales.
En Europe, le terme autochtone était utilisé avec un sens équivalent dans l'histoire des Romains pour désigner les populations qui vivaient dans le Latium avant la fondation de Rome. Un indigène est une personne qui est anciennement originaire d'un pays et qui en possède la langue, les coutumes et les usages, avec une connotation culturelle.

## Étymologie
L'adjectif et substantif « indigène » est un emprunt, savant, au latin,, classique indigena, adjectif et substantif,. Il est attesté, en moyen français, au XVIe siècle : d'après le Trésor de la langue française informatisé et le Dictionnaire historique de la langue française, sa plus ancienne occurrence connue se trouve dans le Pantagruel de François Rabelais.

## Histoire de la notion d'indigénat dans le domaine des sciences humaines
L'emploi de ce terme en français ne devient d'usage courant qu'après le XVIIe siècle. On peut ainsi y soupçonner une assimilation plus ou moins proche, selon les préjugés du temps et tenant compte des intérêts des locuteurs, avec le latin phonétiquement voisin indigens qui signifie « indigent », ou « qui manque de ». C'est aussi une époque où le terme générique attribué aux "Indes" correspond au territoire du potentiel d'une plus-value économique mirifique sur les investissements.
Localement ou à certaines époques, le terme indigène dans le domaine des sciences ethnologiques et historiques a pu prendre une connotation péjorative, désignant des individus ou des arts « non-civilisés », ou avec un sens équivalent à celui de barbare ou de sauvage, en particulier en Amérique du Sud au XVIIe siècle.
À partir des années trente, l'engouement considérable suscité par l'exposition coloniale et la construction du Musée des colonies françaises (Palais de la Porte-Dorée), par le développement de l'ethnologie, et par l'influence de l'art africain traditionnel sur le cubisme et la musique jazz, font perdre complètement à ce mot la connotation péjorative qu'il avait pu avoir.
Pendant la période coloniale, le terme « indigène » est devenu une catégorie officielle désignant les droits, les coutumes et les institutions particulières qui restaient en vigueur pour certains peuples autochtones, renouant avec les institutions du droit local de l'Ancien Régime. Il existe aussi des régiments indigènes, des gardes indigènes, des arts et des langues indigènes. Ainsi, en Algérie, les citoyens de confession musulmane qui ne voulaient pas être régis par le droit civil et le calendrier français continuaient à être régis par un droit, des institutions et un statut désignés comme indigènes. Avec l'indépendance des départements et protectorats français, l'occidentalisation s'est accélérée, et le mot indigène s'est chargé de toute la détestation pour les anciennes institutions coloniales.
Pour les mêmes raisons, en français, l'emploi de langue vernaculaire ou langue autochtone sera préféré à celui de langue indigène, et ce contrairement aux anglophones qui ont conservé l'expression indigenous language.
Au Québec les termes autochtone, amérindien ou natif sont également plus souvent employés, s'ils bénéficient du statut officiel. On utilise également l'expression Premières Nations. En Nouvelle-Calédonie, les accords de Nouméa reconnaissent un statut coutumier aux populations kanak.
Le terme indígena est d'emploi officiel dans plusieurs pays d'Amérique latine.
L'antonyme d'indigène est allogène.
En biologie, le terme indigène est un adjectif qui qualifie une espèce endémique dont l'évolution s'est faite dans le lieu dont on parle.

## Dans le domaine de l’évaluation environnementale

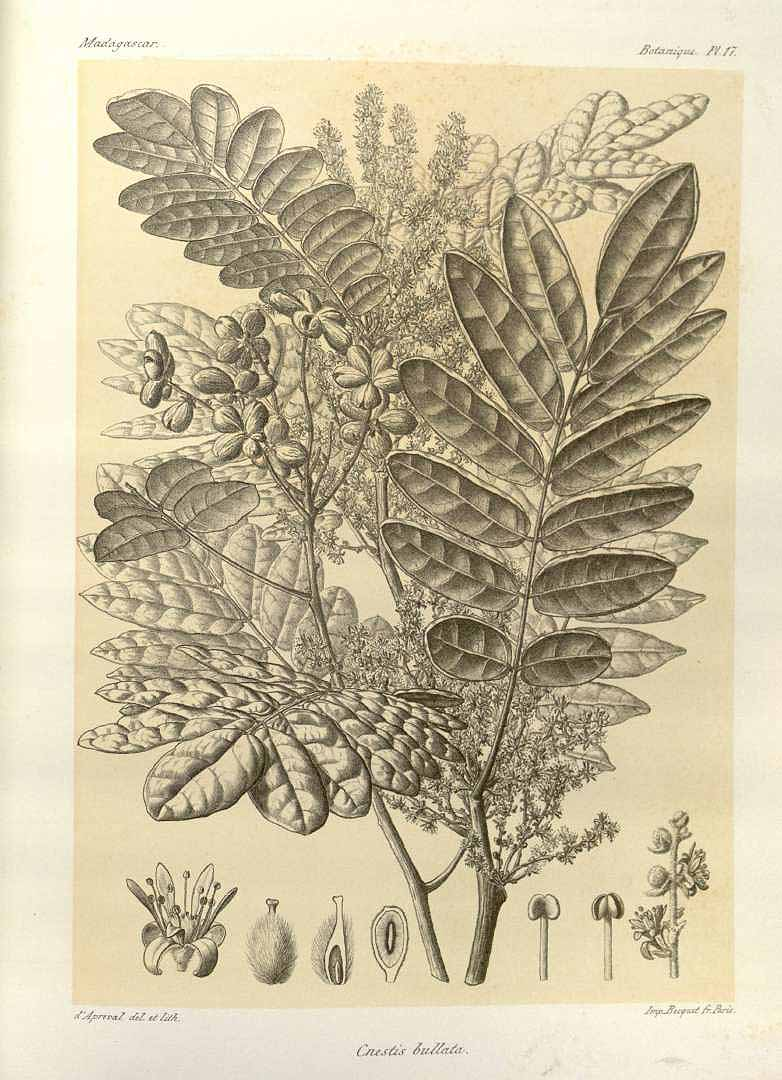
Cnestis polyphylla, espèce de liane ou de buisson grimpant indigène de l'Est de l'Afrique tropicale.

Indigénat décrit, dans le domaine des sciences naturelles (botanique, mycologie, zoologie, taxonomie...), le caractère plus ou moins autochtone ou non d'une espèce ou d'un taxon (genre, famille…). Selon une définition stricte, ne seraient pas indigènes toutes les espèces qui n’auraient jamais pu atteindre la région étudiée sans les activités humaines (Pyšek, 1995), mais en général, on ne tient pas compte des espèces arrivées avant le début du néolithique (5-6 000 ans BC) dont certaines pourraient avoir été introduites par l'Homme,.
Les enjeux sont ici multiples: de l'évaluation environnementale, mais aussi de l'écologie rétrospective et prospective, de la connaissance du patrimoine naturel et de l'évaluation des menaces qui pèsent sur certaines espèces (listes rouges, etc.) ; ces menaces peuvent éventuellement être hiérarchisées au regard de l'endémisme, du caractère jugé patrimonial d'un taxon, de son caractère protégé ou non, ou des risques d'invasivité de certaines espèces introduites, etc. 

Dans les cas d'introduction récente des enjeux sanitaires existent aussi.
En France, un taxon végétal est dit :
- Indigène (I) s'il est cité comme taxon autochtone avant une certaine date (ex: date de 1914 retenue pour le Bassin parisien par le Museum et le CBNBP, conservatoire botanique national du bassin parisien)[13] ;
- Naturalisé (N) ou allochtone si introduit (volontairement ou non) et se comportant comme indigène. Dans ce groupe on distingue parfois deux sous-groupes :

- les taxons archéonaturalisés (Na), naturalisé avant une certaine date (environ un siècle en général, depuis 1914 pour la flore du bassin parisien),
- les taxons néonaturalisés (Nn), naturalisés après 1914,
- les taxons amphinaturalisés (assimilé indigène et présents sur un vaste espace) ;
- Subspontané (S), taxon allochtone, introduit volontairement, qui persiste plus ou moins longtemps dans les stations d'origine et qui a une dynamique propre peu étendue et limitée, uniquement à proximité de sa zone d'origine[13] ;
- Accidentel (A), taxon allochtone fortuitement et provisoirement présent[13] ;
- Planté-introduit-cultivé (P) : s'il s'agit d'un taxon allochthone introduit volontairement et ponctuellement dans une station naturelle ou semi-naturelle, ou dans des espaces non naturels dédiés (cultures, jardins…), mais qui ne persisterait pas sans intervention humaine[13].

Des approches du même type existent pour les taxons animaux. Dans certaines régions de France par exemple, une espèce très commune comme le lapin de garenne (Oryctolagus cuniculus) peut être dite non pas indigène mais « archéonaturalisée ».

#### Sciences de la vie
- Écologie, Biodiversité, Naturalité
- Indigène (écologie)

#### Sciences humaines
- Autochtone
- Aborigène
- Indigénat
- Indigènes de la République
- Chef Raoni Metuktire

#### Filmographie
- Indigènes, film de Rachid Bouchareb sorti en 2006

#### Organisations non gouvernementales
- Survival International
- Organisation des nations et des peuples non représentés

#### Droit international
- Anthropologie juridique
- Peuple autochtone, Droit des peuples autochtones (Déclaration des droits des peuples autochtones)
- Coutume, Savoirs traditionnels
- Colonisation, Décolonisation, Droit des peuples à disposer d'eux-mêmes
- Doctrine de la découverte, Terra nullius

#### Bulles pontificales
- Dum diversas (1452)
- Romanus pontifex (1455)
- Dudum siquidem (1493)
- Inter caetera (1493)

#### Études théoriques
- Études postcoloniales